# Кросс, Ээрик-Нийлес
Ээрик-Нийлес Кросс (родился 8 сентября 1967 года в Таллине) — эстонский дипломат, советник спецслужб и предприниматель.

## Образование
Ээрик-Нийлес закончил в 1991 году Тартуский государственный университет по специальности история. Учился также в Гамбургском университете. В 1993 году получил степень магистра в Школе славяноведения и изучения Восточной Европы Лондонского университета.

## Работа в зарубежных представительствах Эстонии
Ээрик-Нийлес Кросс был первым представителем Эстонской республики (временный посол) в созданном им посольстве в Лондоне, работал дипломатом в посольстве Эстонии в Вашингтоне, а также при представительстве в ООН. В 1992 году он стал исполняющим обязанности посла Эстонской республики в США вместо Эрнста Яаксона и оставался в этой должности до прибытия летом 1993 года Тоомаса-Хендрика Ильвеса.

## Работа координационным директором спецслужб Эстонии
С 1995 по 2000 год был директором Бюро координации безопасности.

## Работа в зарубежных миссиях в Ираке и Грузии
С 2003 по 2004 год работал во Временном правительстве коалиции в Ираке (англ. Coalition Provisional Authority) в руководимой американцем Полом Бремером команде директором отдела развития разведки (англ. Senior director for intelligence institutions development). В его обязанности входило создание нового министерства обороны Ирака и военной разведки. Впоследствии Кросс работал старшим советником иракского министерства обороны.
С 2007 года Кросс консультировал правительство Грузии по вопросам внешних сношений и работы с прессой, а также по вопросам безопасности. Во время войны в Грузии 2008 года он руководил командой иностранных советников правительства Грузии по вопросам медийных и информационных операций.

## Участие в сносе «Бронзового солдата»
13 февраля 2007 года министр обороны Эстонии Юрген Лиги в соответствии с Законом о защите военных захоронений основал комиссию по военным захоронениям, членом которой в тот же день бы назван Кросс, бывший в то время членом руководства центра исследования местной истории. Всего в комиссию входило 6 человек, из которых каждый был назначен каким-либо министром. Единственным вопросом, стоявшим перед комиссией по защите военных захоронений, было то, что делать с «Бронзовым солдатом», однако деятельность комиссии осталась относительно незаметной.
9 июля 2007 года стало известно, что Кросс и Хейти Хяэль хотели поставить на Тынисмяги находящееся в Лондоне старое здание Балтийской биржи, которое они намеревались доставить в Таллин по частям, однако служба охраны памятников на это не согласилась.

## Обвинение в причастности к захвату сухогрузаArctic Sea
11 июня 2010 года на процессе о захвате российского сухогруза Arctic Sea прокурор назвал Ээрика-Нийлеса Кросса заказчиком этого захвата. Обвинение было основано на показаниях одного из участников захвата.
13 января 2012 года Следственный комитет Российской Федерации заочно предъявил обвинение в организация пиратства и объявил Ээрика-Нийлеса Кросса в международный розыск через Интерпол. В соответствии с соглашением  между Россией и Эстонией граждане этих стран не подлежат выдаче другой стороне.

## Участие в выборах вРийгикогув 2011 году
На выборах в парламент 2011 года был кандидатом от Партии зелёных первым в списке по Пярнумаа и вторым в общегосударственном списке. Получил наибольшее число голосов из кандидатов от «зелёных» — 3579 или 8,8% из всех голосов на своём избирательном участке, но в парламент не прошёл.

## Участие в выборах вГородское собрание Таллинав2013 году
На выборах в Городское собрание Таллина 2013 года возглавлял список партии Союз Отечества и Res Publica и был её кандидатом в мэры Таллина.

## Личная жизнь
Ээрик-Нийлес Кросс является сыном писателей Яана Кросса (1920—2007) и Эллен Нийт (1928—2016).
Сестра Маарья — художница, брат Мяртен — риэлтор, кинопродюсер и фотограф. Сестра по отцу Кристийна — лингвист, брат по матери Тоомас Нийт (1953—2020) был психолог.